# Ролева къща
 Тази статия е за къщата в Лерин.  За къщата във Вечани вижте Гогова къща (Вевчани).  
Ролевата или Гоговата къща (на гръцки: Οικία Ρόλλη, Οικία Γκώγκου) е къща в град Лерин, Гърция, обявена за паметник на културата.

## Местоположение
Къщата е разположена в центъра на града - Вароша, на улица „Тагматархис Фуледакис“ № 2, на кръстовището с булевард „Елевтерия“, с фасада към река Сакулева.

## История
Къщата е построена след края на Първата световна война около 1920 година от българския революционер Стефан Ролев. В 1932 година е продаден на семейство Гогос. През периода между двете войни на приземния етаж работи сладкарница „Олимпия“, собственост на Димитрис Ятас, наричан Спудеос, тоест Страхотен, защото хвали своите сладкиши, винаги с израза Страхотен сладкиш. На първия етаж се помещават офисите на пощата, телеграфа и телефона. На приземния етаж са работили дърводелски цех, увеселителен център, механата „Вароси“ и снек-бар-кафетерия „Риво“.
В 1996 година сградата е обявена за паметник на културата.

## Архитектура
Архитектурата на сградата успешно свързва неокласически и еклектични елементи. Триетажната кубична сграда е използвана е за жилище и магазин. Има симетрична организация на фасадите, с леко изпъкналост на първия и втория етаж, както и мансарда в центъра на покрива. На фасадата и на първия етаж има централен чардак, а на втория етаж в тази издатина има балкон. В по-късен етап към фасадата е добавен партерен магазин. Югозападният ъгъл на сградата е разрушен по време на Втората световна война. Възстановяването е ограничено само до запазената част. От страната на „Тагматархис Фуледакис“, където е запазена част от оригиналната сграда, могат да се разграничат силно декорираните рамки на отворите, свидетелстващи за еклектичния стил на сградата.